# 10-РТ
10-РТ — советская танковая коротковолновая радиостанция. Классифицируется как приёмо-передающая, симплексная и телефонно-телеграфная. Предназначена для обеспечения двусторонней беспоисковой радиосвязи между бронеобъектами (тяжёлыми танками). Производилась также под именами 10-Р и 10-РК. Выпускалась с 1941 года в вариантах 10-РТ26, 10-РТ26Э и 10-РТ12.

## Описание

### Принцип работы
Радиостанция 10-Рт работает на частотах, стабилизованных кварцами и используя плавный диапазон — установку частоты по шкале настройки, проградуированной в фиксированных волнах). Переключение с одной волны на другую (или в режим плавной настройки) производится трёхпозиционным переключателем. Красная и жёлтая точки соответствуют рабочей и запасной волнам, чёрная – плавной настройке. Доступна функция точной настройки на волну корреспондента по нулевым биениям.

### Состав
В состав радиостанции 10РТ-26 входили следующие компоненты:
- Трёхламповый передатчик с лампами 6П3С (буферный каскад, выходной и модулятор)[3].
- Шестиламповый приёмник (лампы 6К7 на УВЧ, первом и втором УПЧ, 6А7 на первом гетеродине и смесителе, 6Г7 на АРУ и детекторе, 6Ф6С на УНЧ). Питание ламп по накалу на приёмнике осуществлялось от бортовой сети танка (12 В), анодов — от умформера РУ-11Б. Приёмник имел режим плавной настройки и комплект из 15 кварцевых резонаторов[3].
- Переговорные устройства типа ТПУ-Р и ТУП-бис. Переход с приёма на передачу производился с помощью нагрудного переключателя на шнуре ларингофонно-телефонной гарнитуры[3].
- Шлемофон с ларингофонно-телефонной гарнитурой, трёхполюсной вилкой и однополюсной вилкой на шнуре[3] (традиционный микрофон уже отсутствовал)[1].
- Две упаковочные кассеты для кварцев (15 шт. в каждой)[4]
- Телеграфный ключ и прочее запасное имущество[3].

## Параметры 10-РТ

### Физические[3][2]
- Размер приёмника: 200х260х160 мм
- Размер передатчика: 240х240х160 мм
- Масса без умформеров: 23 кг
- Полная масса: 31 кг

### Электрические[3][2]
- Питание от умформеров:
  - РУ-11АМ (РУ11Б при бортсети 12 В) для приёмника (+200В)
  - РУ-45А (РУ-45Б при бортсети 23 В) для передатчика (+450 В)
- Ток потребления:
  - Бортсеть 26 В (10-РТ26) — 9,5 А в режиме передачи и до 4 А в режиме приёма
  - Бортсеть 12 В (10-РТ12) — 17 А в режиме передачи и до 7 А в режиме приёма

### Тактико-технические[3][2]
- Схема приёмника: супергетеродин
- Используемая антенна: АШ-4 (штырь 4 м) или одно колено (1 м) с «метёлкой»
- Диапазон частот передатчика: 3,75 — 6 МГц (81-50 м)
- Промежуточная частота приёмника: 456 кГц
- Выходная мощность передатчика: 10 Вт
- Ширина полосы пропускания: 5 кГц (при ослаблении сигнала в два раза)
- Коэффициент нелинейных искажений: не более 10%
- Вид излучения: телефон АМ и телеграф ТЛГ
- Чувствительность приёмника: не хуже 20 мкВ (в телефонном и телеграфном режимах при глубине модуляции 30%, выходном напряжении 15 В, отношении сигнала к напряжению шумов 3:1)
- Избирательность по соседнему каналу: более 46 дб (ослабление чувствительности по зеркальному каналу не менее 200 раз)

## Параметры 10-РТ-26

### Физические[4]
- Размер приёмника: 270х150х190 мм
- Размер передатчика: 185х190х185 мм
- Полная масса: 31 кг

### Тактико-технические[4]
- Промежуточная частота приёмника: 456 кГц
- Чувствительность приёмника: 5—10 мкВ
- Диапазон частот передатчика: 3,75 — 6 МГц
- Выходная мощность передатчика: 10 Вт
- Режимы работы передатчика: ТЛГ и ТЛФ
- Дальность связи: до 40 км
- Используемая антенна: штыревая, длина 4 м

## В советских войсках

### Производство
Выпуск осуществлялся с 1941 года. Прототип — танковая радиостанция КРСТБ образца 1939 года. До начала войны выпускалось порядка 400 танковых радиостанций, в связи с эвакуацией заводов в августе 1941 года выпуск был приостановлен до середины 1942 года. С 1942 года радиостанция 10-РТ производилась на Омском приборостроительном заводе имени Н. Г. Козицкого № 174 (п/я А-1390, эвакуированном Ленинградском заводе) под марками 10-Р, 10-РК26 и 10-РТ26. Один из конструкторов радиостанции 10-РТ — И. А. Народицкий; разработчики были награждены Сталинской премией СССР. Инструкция к радиостанции 10-РТ26 до 1953 года носила гриф «Секретно». Выпуск радиостанции производился до 1956 года, позже она уступила место последней в Советской Армии танковой КВ-радиостанции Р-112. Уже потом на вооружении танковых войск остались только УКВ-радиостанции в диапазоне 20—22,4 МГц. Сохранившиеся 10-РТ достались радиотехническим школам ДОСААФ, коллективным любительским радиостанциям, домам пионеров и т.д. Значительная их часть оказалась в ГДР.

### Применение
- Радиостанция 10-РК выпускалась с ноября 1942 года: в ней число кварцев по сравнению с традиционной 10-Р сократилось с 30 до 15 и использовались более простые лампы. Передатчик находился поверх приёмника[4]. Она устанавливалась на советские тяжёлые танки ИС-1, ИС-2 и ИС-3. Модификация типа 10-РК подверглась модернизации с официальными присвоениями индексов 10РТ, 10РТ-12 и 10РТ-26 в 1947 году[1].
- В годы Великой Отечественной войны радиостанция 10-РТ выпускалась с 1943 года. От 10-РК она отличалась компоновкой блоков: передатчик располагался справа на металлической раме, а приёмник и упаковочная кассета для кварцев — слева[4]. Она устанавливалась на САУ СУ-100, СУ-122, СУ-122М, СУ-122П, СУ-102, СУ-85М, ИСУ-122, ИСУ-152, ИС-1, ИС-2, ИС-3[4], а после войны — на танках Т-34-85, Т-44[6] и Т-54 (модификация танка Т-54-1 или Объект 137, использовалась радиостанция 10-РТ26)[6]. Варианты 10-РТ26 и 10-РТ26Э ставились в бронетехнике с напряжением бортсети 26 В, вариант 10-РТ12 — в бронетехнике с напряжением бортсети 12 В[3]. Танки с радиостанциями 10РТ-26 были на вооружении стран Варшавского договора, СФРЮ, КНДР и КНР[6]. Модификация 10РТ-26Э была выполнена с применением экранированного соединения между передатчиком и антенной[4].

## В массовой культуре
Радиостанция 10-РТ показана в нескольких художественных фильмах, однако её применение не везде обосновано технически.
- В польском телесериале Януша Пшимановского «Четыре танкиста и собака» 1966—1970 годов стрелок-радист танка Т-34 Ян Кос в конце передачи на радиостанции 10РТ-26 всегда посылал поцелуй в штаб танковой дивизии для радистки Лидки. Однако на Т-34-85 радиостанции 10РТ-26 начали устанавливать только после войны; до того их комплектовали радиостанциями 9-Р, 9-РМ и 9-РС (на основе авиационной РСИ-4)[6].
- У главного героя фильма «Над нами Южный крест» полярного радиста Федосеенко в домашней радиорубке стоит 10-РТ[6].
- В советско-югославском фильме «Попутного ветра, „Синяя птица“» Милан Петрович работает в эфире на 10-РТ[6].